# Hernando (Mississipi)
Hernando és una població dels Estats Units a l'estat de Mississipi. Segons el cens del 2000 tenia 6.812 habitants.

## Demografia
Segons el cens del 2000, Hernando tenia 6.812 habitants, 2.482 habitatges, i 1.809 famílies. La densitat de població era de 232,8 habitants per km².
Dels 2.482 habitatges en un 35,5% hi vivien nens de menys de 18 anys, en un 55,2% hi vivien parelles casades, en un 13,4% dones solteres, i en un 27,1% no eren unitats familiars. En el 22,9% dels habitatges hi vivien persones soles el 8,5% de les quals corresponia a persones de 65 anys o més que vivien soles. El nombre mitjà de persones vivint en cada habitatge era de 2,6 i el nombre mitjà de persones que vivien en cada família era de 3,05.
Per edats la població es repartia de la següent manera: un 25,9% tenia menys de 18 anys, un 9,4% entre 18 i 24, un 30,9% entre 25 i 44, un 22% de 45 a 60 i un 11,7% 65 anys o més.
L'edat mediana era de 34 anys. Per cada 100 dones de 18 o més anys hi havia 97,5 homes.
La renda mediana per habitatge era de 43.217 $ i la renda mediana per família de 51.155 $. Els homes tenien una renda mediana de 39.706 $ mentre que les dones 25.685 $. La renda per capita de la població era de 20.731 $. Entorn del 6,5% de les famílies i el 9,8% de la població estaven per davall del llindar de pobresa.

## Poblacions més properes
El següent diagrama mostra les poblacions més properes.